# Amidy

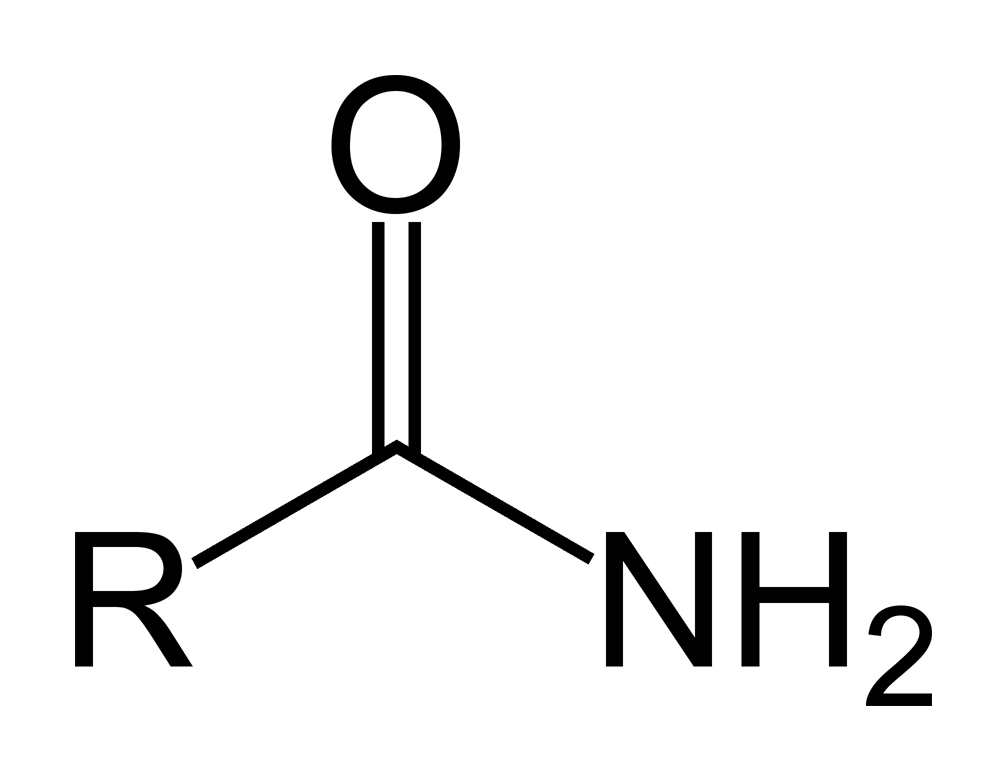
Obecný vzorec amidu karboxylové kyseliny.

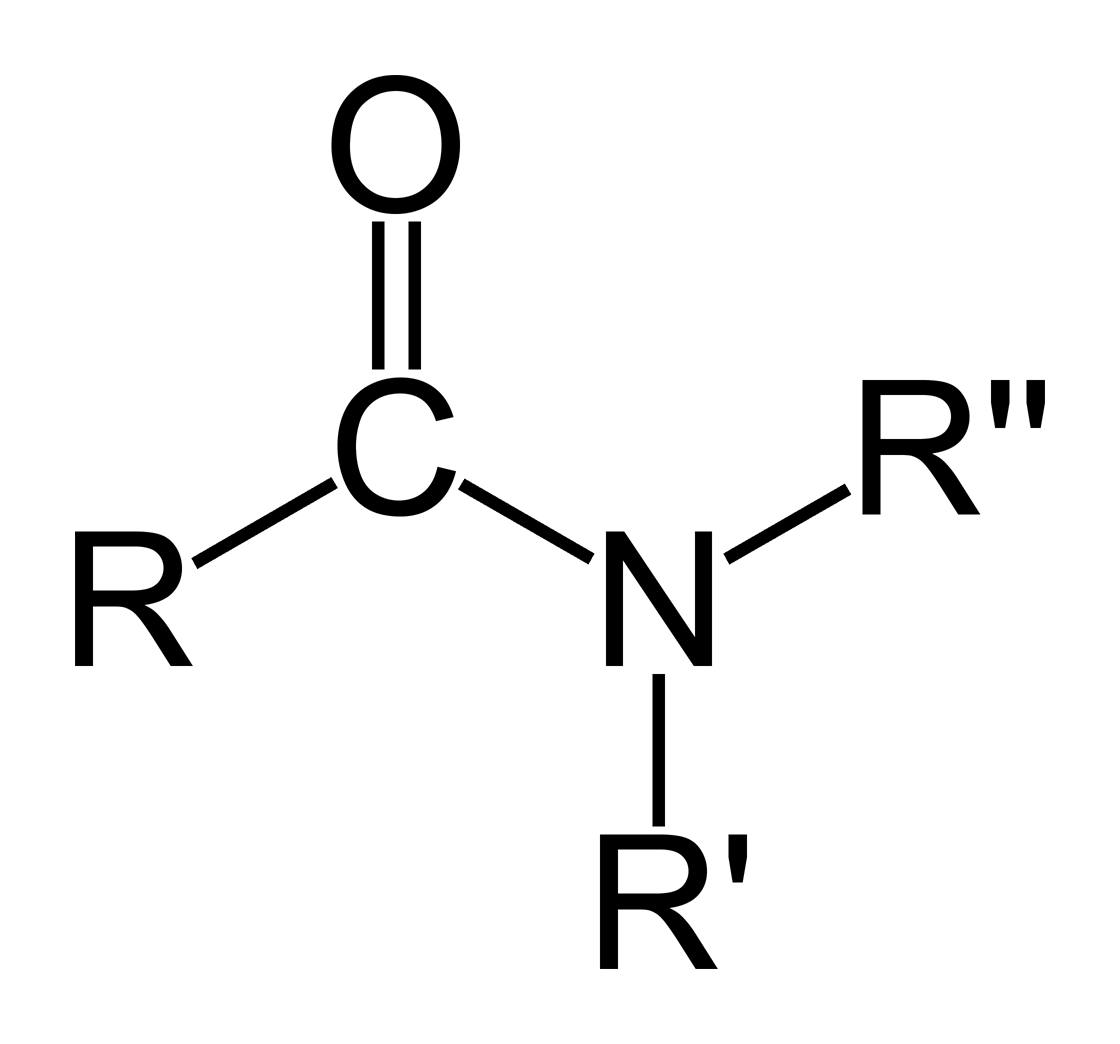
obecný vzorec substituovaného amidu.

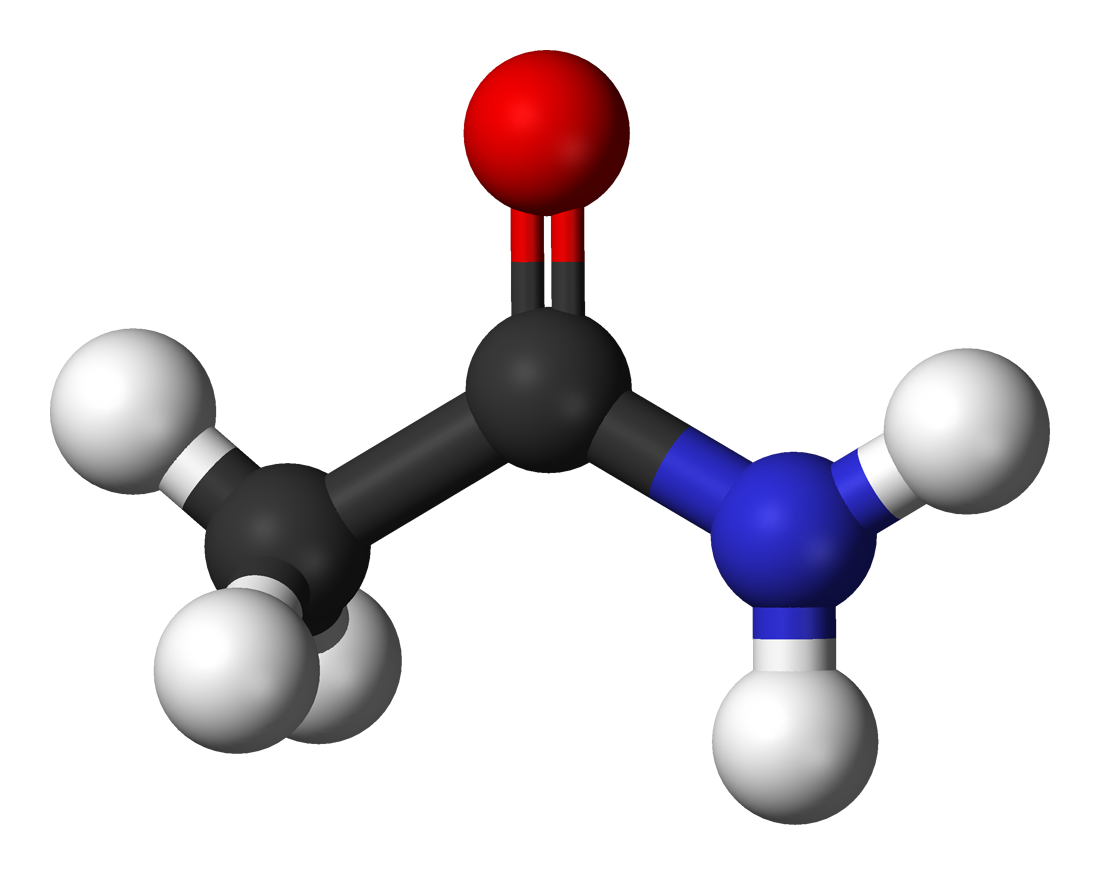
3D model acetamidu

Amidy jsou skupina organických i anorganických sloučenin.

## Amidy karboxylových kyselin
Amidy karboxylových kyselin jsou organické sloučeniny, které vznikají náhradou skupiny OH karboxylové skupiny za amidovou skupinu NH2. Substituované amidy mohou mít místo obou vodíků skupiny NH2 alkyly. Amidy patří mezi funkční deriváty karboxylových kyselin.

## Anorganické amidy
Anorganické amidy vznikají náhradou jednoho atomu vodíku v molekule amoniaku atomem kovu (při náhradě dvou atomů vznikají imidy, při nahrazení všech tří vznikají nitridy), např.:
- amid lithný
- amid sodný

acetamid, ethanamid
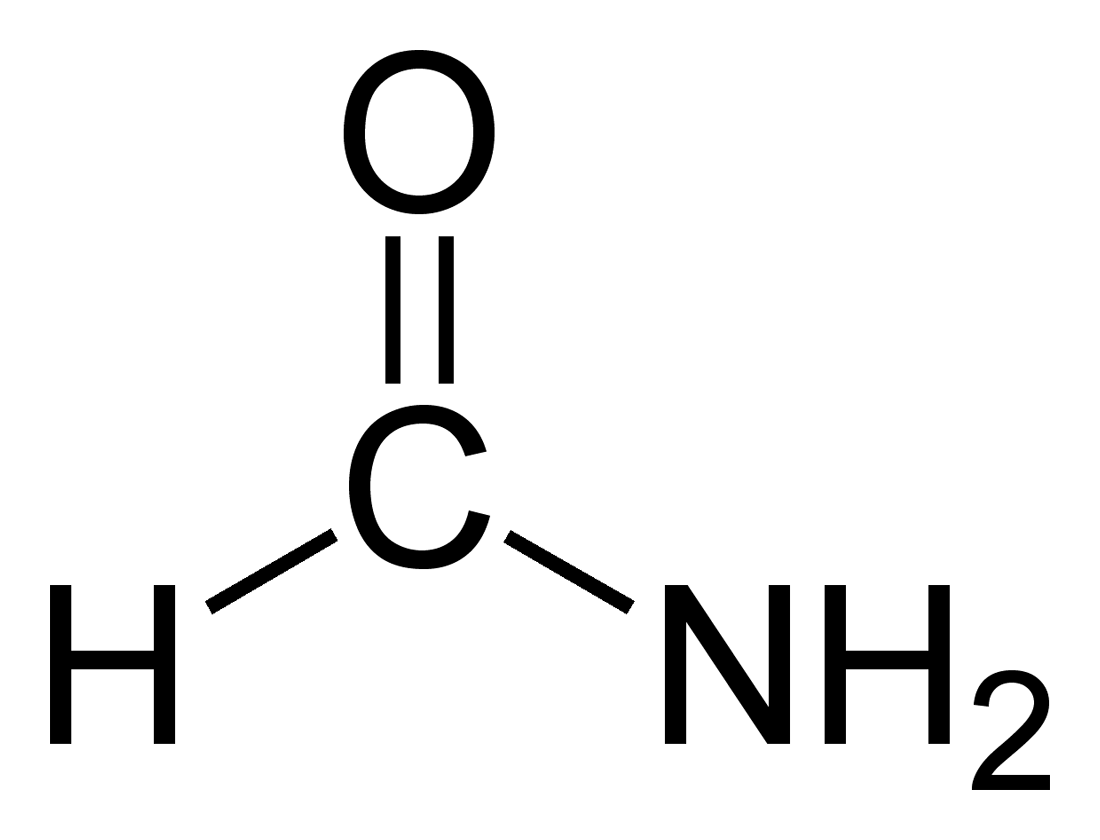
formamid, methanamid
N-alkylisobutyramid, N-alkyl-2-methylpropanamid
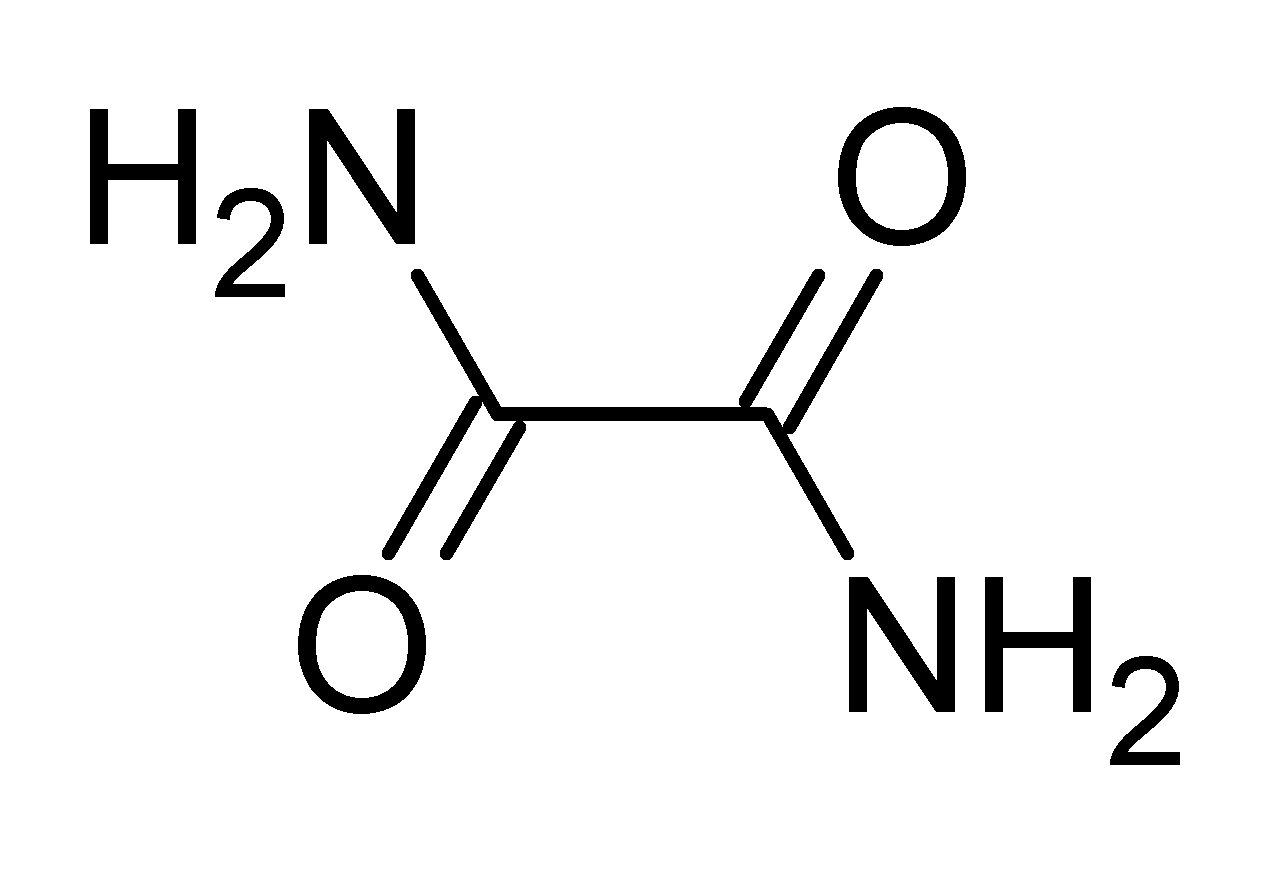
oxamid, oxaldiamid, ethandiamid
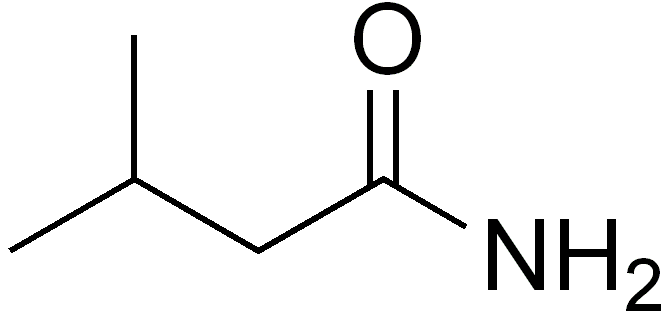
isovaleramid, 3-methylbutanamid
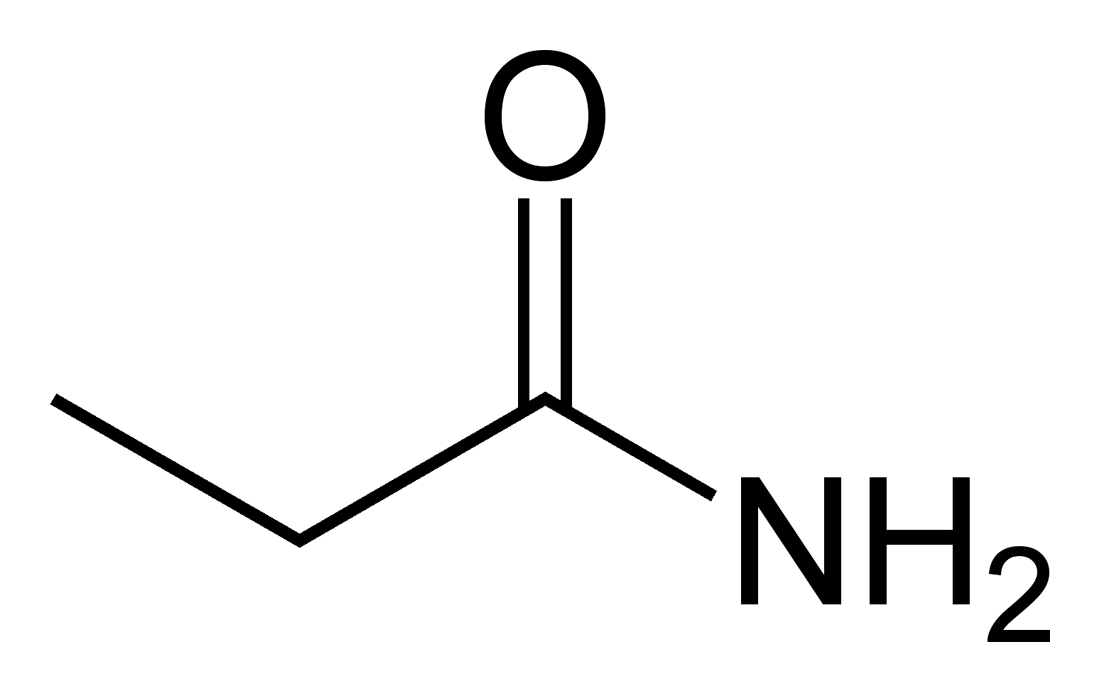
propionamid, propanamid
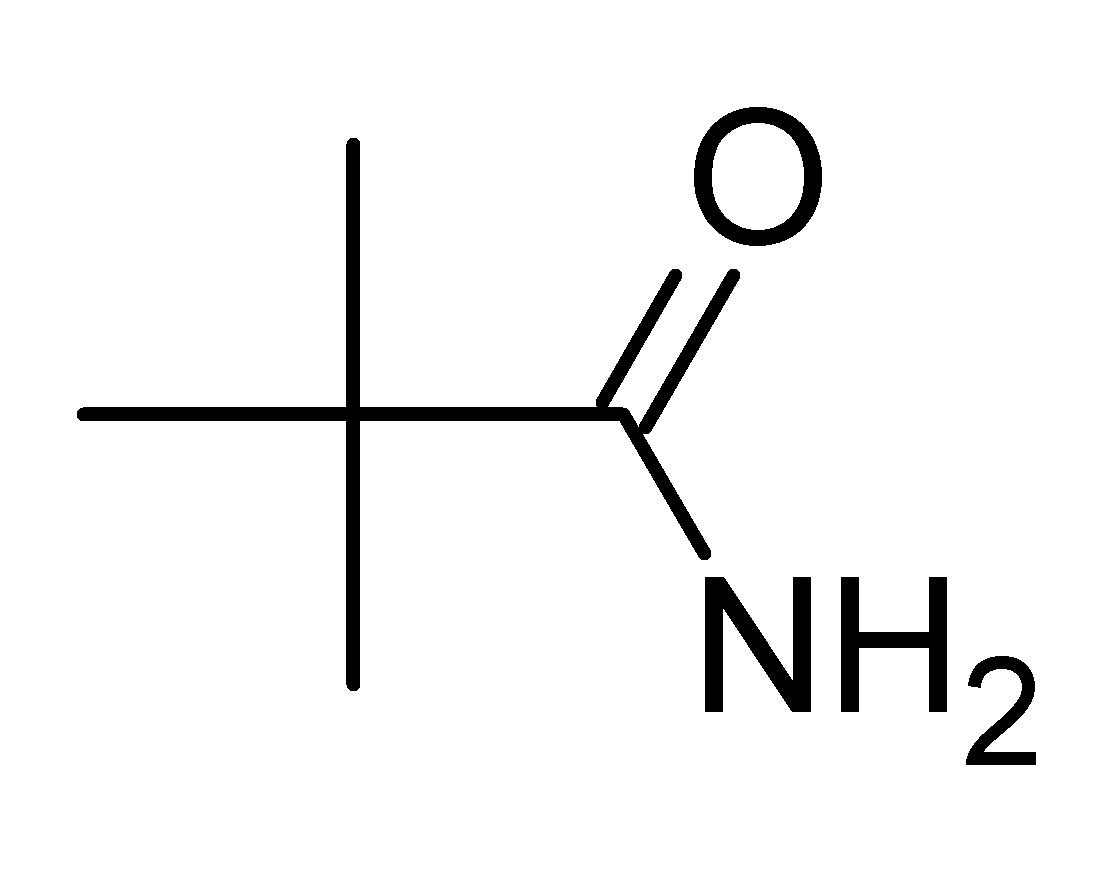
pivalamid, 2,2-dimethylpropanamid
N,N-dimethylacetamid (DMAc), N,N-dimethylethanamid